# Primera Liga de Eslovenia 2011-12
La PrvaLiga de Eslovenia 2011-12 (también conocida como 1. SNL, en español: Primera Liga de Eslovenia) fue la 21.ª edición de la máxima categoría del fútbol esloveno.
Inició el 16 de julio de 2011 y finalizó el 26 de mayo de 2012, con un descanso de invierno entre el 4 de diciembre de 2011 y el 2 de marzo de 2012.

## Equipos participantes
| Club     | Ciudad        | Estadio       | Capacidad1 | Marca       |
| -------- | ------------- | ------------- | ---------- | ----------- |
| Celje    | Celje         | Arena Petrol  | 13.006     | Joma        |
| Domžale  | Domžale       | Športni Park  | 2.813      | Kelme       |
| Gorica   | Nova Gorica   | Športni Park  | 3.066      | Joma        |
| Koper    | Koper         | Bonifika      | 4.047      | Lotto       |
| Maribor  | Maribor       | Ljudski vrt   | 12.994     | Adidas      |
| Mura 05  | Murska Sobota | Fazanerija    | 3.782      | Nike        |
| Nafta    | Lendava       | Športni Park  | 2.020      | Zeus        |
| Olimpija | Liubliana     | Stožice       | 16.038     | Virma       |
| Rudar    | Velenje       | Ob Jezeru     | 2.341      | Joma        |
| Triglav  | Kranj         | Stanko Mlakar | 2.029      | Royal Sport |

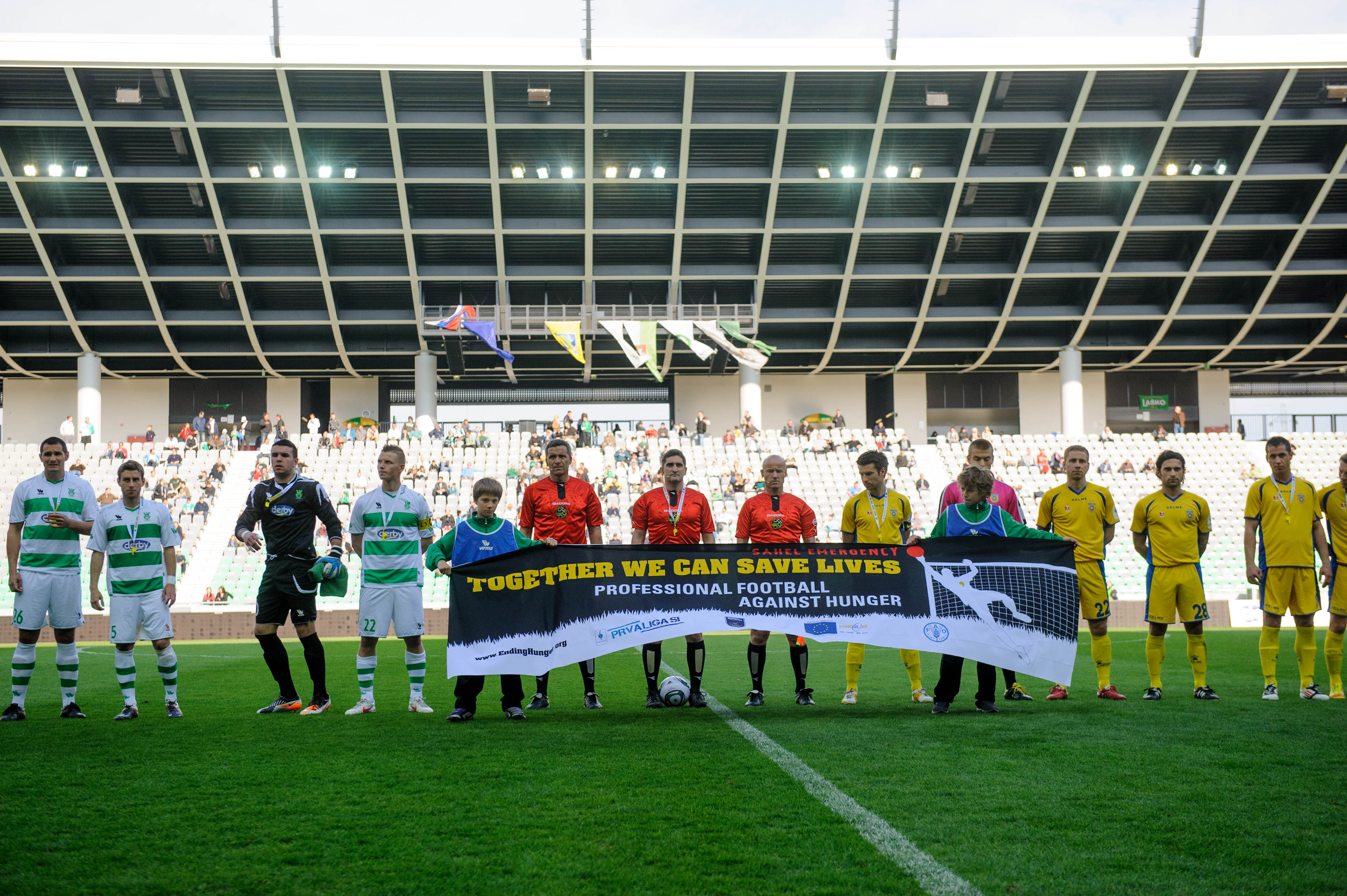
Partido Olimpija - Domžale en el Stožice Stadium

1Solo se cuentan las plazas de asiento. Algunos estadios (por ejemplo: Mura 05, Nafta, Rudar) también tienen áreas donde los aficionados están de pie.

## Tabla de posiciones
|  | Pos. | Equipo   | Pts | PJ | PG | PE | PP | GF | GC | Dif |
|  | ---- | -------- | --- | -- | -- | -- | -- | -- | -- | --- |
|  | 1.   | Maribor  | 85  | 36 | 26 | 7  | 3  | 88 | 35 | +53 |
|  | 2.   | Olimpija | 65  | 36 | 19 | 8  | 9  | 60 | 38 | +22 |
|  | 3.   | Mura 05  | 59  | 36 | 18 | 5  | 13 | 52 | 46 | +6  |
|  | 4.   | Koper    | 58  | 36 | 16 | 10 | 10 | 48 | 35 | +13 |
|  | 5.   | Gorica   | 53  | 36 | 14 | 11 | 11 | 49 | 37 | +12 |
|  | 6.   | Rudar    | 43  | 36 | 11 | 10 | 15 | 55 | 54 | +1  |
|  | 7.   | Domžale  | 40  | 36 | 11 | 7  | 18 | 39 | 52 | -13 |
|  | 8.   | Celje    | 37  | 36 | 9  | 10 | 17 | 44 | 56 | -12 |
|  | 9.   | Triglav  | 33  | 36 | 9  | 6  | 21 | 22 | 67 | -45 |
|  | 10.  | Nafta    | 25  | 36 | 5  | 10 | 21 | 34 | 71 | -37 |

Pts = Puntos; PJ = Partidos jugados; PG = Partidos ganados; PE = Partidos empatados; PP = Partidos perdidos; GF = Goles anotados; GC = Goles recibidos; Dif = Diferencia de gol
|  | Clasificado a la segunda fase previa de la Liga de Campeones de la UEFA 2012-13  |
|  | Clasificado a la primera fase previa de la de la Liga Europea de la UEFA 2012-13 |
|  | Play-offs de descenso                                                            |
|  | Descenso a la 2. SNL                                                             |

| Bandera de Eslovenia          |
| Campeón NK Maribor 10° título |

## Play-offs de descenso
|         | Resultado |         | Lugar y fecha               |  |
| ------- | --------- | ------- | --------------------------- |  |
| Triglav | 0 - 2     | Dob     | Kranj, 2 de junio de 2012   |  |
| Dob     | 4 - 0     | Triglav | Domžale, 6 de junio de 2012 |  |

- El 9° lugar de la tabla jugó un play-off de ida y vuelta contra el subcampeón de la 2. SNL 2011/12 para evitar el descenso. Aunque Triglav perdió en los dos partidos contra Dob, conservó su lugar en el PrvaLiga porque Dob se negó a la promoción por razones financieras.

## Estadísticas
| Pos. | Jugador         | Equipo   | Goles |
| ---- | --------------- | -------- | ----- |
| 1    | Dare Vršič      | Olimpija | 22    |
| 2    | Nusmir Fajić    | Mura 05  | 20    |
| 3    | Vito Plut       | Gorica   | 17    |
| 3    | Dalibor Volaš   | Maribor  | 17    |
| 5    | Roman Bezjak    | Celje    | 16    |
| 6    | Etien Velikonja | Maribor  | 14    |
| 7    | Goran Galešić   | Gorica   | 10    |
| 7    | Luka Majcen     | Rudar    | 10    |
| 7    | Dejan Mezga     | Maribor  | 10    |
| 7    | Marcos Tavares  | Maribor  | 10    |

| Jugador           | Equipo   | Rival   | Resultado | Fecha    |
| ----------------- | -------- | ------- | --------- | -------- |
| Milan Osterc      | Koper    | Nafta   | 4–1       | 23-10-11 |
| Dejan Djermanović | Olimpija | Nafta   | 6–0       | 03-03-12 |
| Etien Velikonja   | Maribor  | Triglav | 8–0       | 22-04-12 |
| Matej Podlogar    | Rudar    | Nafta   | 5–2       | 20-05-12 |

### Promedio de asistencias
| Posición | Club               | Asistencia total | Partidos jugados | Promedio |
| -------- | ------------------ | ---------------- | ---------------- | -------- |
| 1        | Maribor            | 68.400           | 18               | 3.800    |
| 2        | Mura 05            | 51.800           | 18               | 2.878    |
| 3        | Olimpija Ljubljana | 33.050           | 18               | 1.836    |
| 4        | Nafta Lendava      | 18.000           | 18               | 1.000    |
| 5        | Rudar Velenje      | 17.550           | 18               | 975      |
| 6        | Koper              | 16.800           | 18               | 933      |
| 7        | Celje              | 12.950           | 18               | 719      |
| 8        | Domžale            | 10.150           | 18               | 564      |
| 9        | Triglav            | 9.850            | 18               | 547      |
| 10       | Gorica             | 7.740            | 18               | 430      |